# نحن لن نعود لبعضنا أبدا (أغنية تايلور سويفت)
تعديل مصدري - تعديل  
نحن لن نعود لبعضنا أبداً (بالإنجليزية: We Are Never Ever Getting Back Together)‏ هي أغنية للمغنية وكاتبة الأغاني الأمريكية تايلور سويفت مِن ألبومها الرابع أحمر (Red). شارك تايلور سويفت في كتابة الأغنية المنتجيّن ماكس مارتن وشيلباك. أطلقتْ شركة بيغ ماشين ريكوردز الأغنية في 13 أغسطس 2012 كأول أغنية منفردة مِن الألبوم. تصف كلمات الأغنية سخط سويفت على صديق سابق يُريد استعادة علاقتهما. صنفتْ مجلة رولينغ ستون الأغنية في المرتبة الثانية ضمن قائمة المجلة لأفضل أغاني 2012. احتلتْ الأغنية المركز الرابع في مجلة تايم كأفضل أغنية للعام. ترشحتْ الأغنية لجائزة أسطوانة العام في حفل جوائز غرامي كما ترشحتْ لجائزة الأغنية المفضلة للعام في حفل جوائز اختيار الناس (People's Choice).
حققتْ الأغنية نجاحاً تجارياً واحتلتْ المركز الأول لقائمة بيلبورد هوت 100 وظلّتْ هناك لأكثر مِن أسبوع. جرى إطلاق الفيديو كليب المُصاحب للأغنية في أغسطس 2012 وهو أول فيديو كليب يُعرض بتقنية 4 كي كما نال الفيديو استحسان النقاد. أُطلِقتْ أسطوانة منفردة للأغنية في سبتمبر 2012 عبر متجر سويفت الرسمي وموقع أمازون ومتاجر وول مارت الأمريكية. تُعدّ الأغنية واحدة مِن أفضل الأغاني مبيعاً في العالم حيث باعتْ أكثر مِن 7 ملايين نسخة بحسب الاتحاد الدولي للصناعة الفونوغرافية.

## تركيبة الأغنية

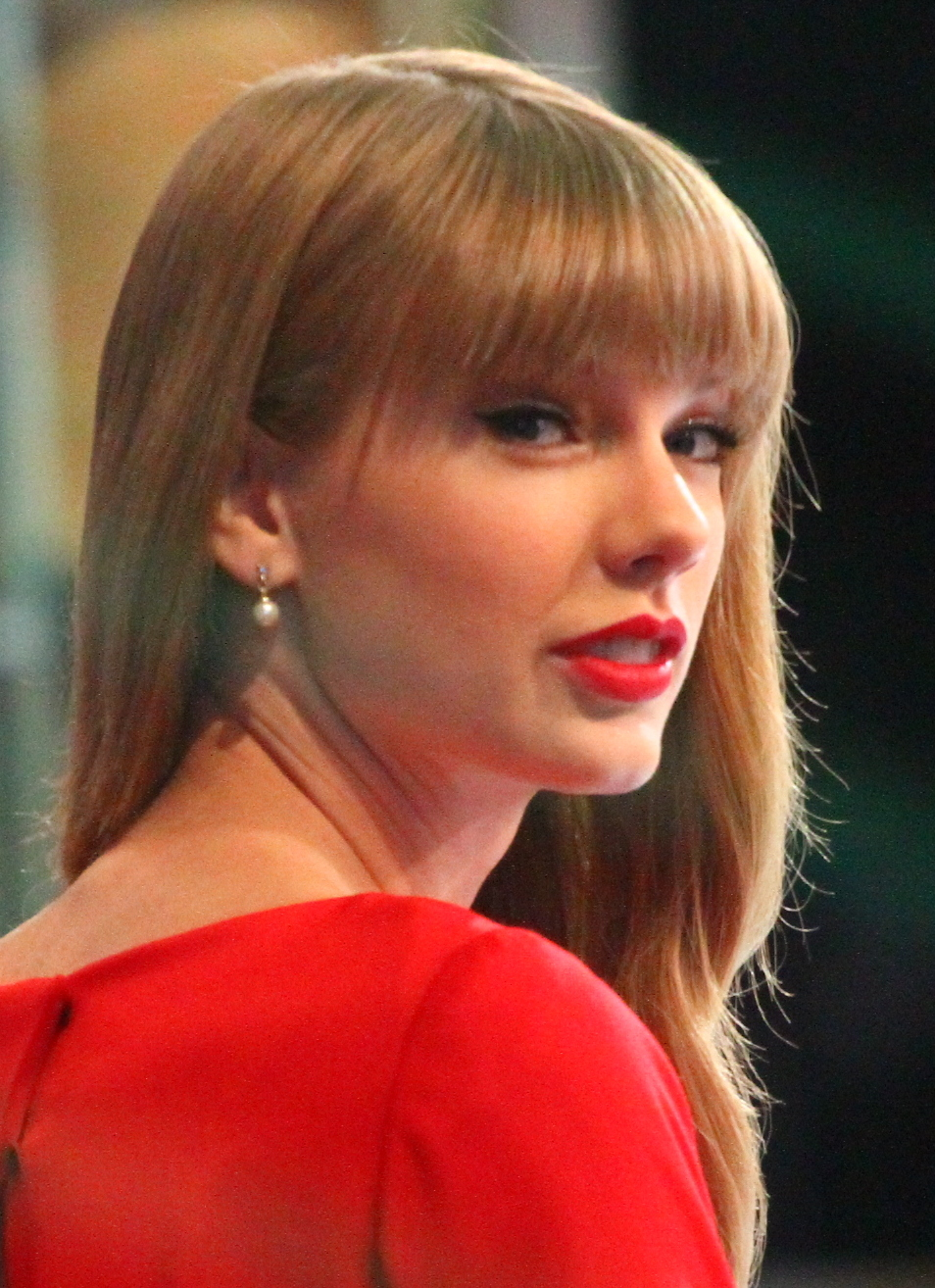
سويفت في برنامج صباح الخير أمريكا.

اختارتْ سويفت التعاون مع المنتجيّن والكاتبيّن ماكس مارتن وشيلباك للعمل على ألبوم أحمر (Red) بعد أن كتبتْ سويفت ألبومها انطق الآن (Speak Now) لمفردها، حيث اتصلتْ بهما لمناقشة إمكانية التعاون. بدأ الثلاثة العمل على الأغنية بعد أن دخل أحد أصدقاء حبيب سويفت السابق إلى غرفة الاستديو وقال أنه سمع إشاعات عن عودتهما لبعضهما وبعد مغادرة هذا الشخص سأل ماكس مارتن وشيلباك سويفت عن طبيعة تلك العلاقة فأجبتْ بإن العلاقة ‘‘انفصال ثم عودة ثم انفصال ثم عودة... إنها الأسوأ’’ وعندما اقترح ماكس مارتن أن تكتب سويفت عن العلاقة بدأتْ سويفت العزف على الغيتار وهي تُغنيّ ‘‘نحن لن نعود لبعضنا أبداً...’’ وتدفقتْ كلمات الأغنية بسرعة بعد ذلك. وصفتْ سويفت الحدث بأنه أحد التجارب الطريفة التي مرتْ بها أثناء التسجيل للألبوم. يُمكن سماع صوت سويفت تتحدث بسخرية عن الانفصال قبل نهاية الأغنية
اعتقدتْ وسائل الإعلام أن الأغنية تتحدث عن صديق سويفت السابق الممثل الأمريكي جيك جيلنهال حيث أن الاثنان انفصلا في يناير 2011 لكن شوهدا معاً بعد بضعة أيام. بعد إطلاق الفيديو كليب ازدادتْ الشكوك حول كون جيك جيلنهال هو المعنيّ بالأغنية حيث أن الممثل الذي يلعب دور حبيب سويفت في الفيديو يُشبهه وفي الفيديو يُعطي الممثل لسويفت وشاحاً كما فعل جيلنهال سابقاً كما إن السوار الذي ترتديه سويفت في الفيديو يُشبه سواراً تقول الشائعات أن جيلنهال أهداه لسويفت في يوم ميلادها.
أطلقتْ سويفت الأغنية في 13 أغسطس 2012 عبر جوجل بلاي كما أطلقتْ سويفت الأغنية للتحميل الرقمي في اليوم التالي (14 أغسطس) عبر آيتونز وموقع أمازون وفي اليوم نفسه عرضتْ سويفت فيديو لكلمات الأغنية عبر فيفو. جرى إطلاق الأغنية عبر الإذاعات الأمريكية في 13 أغسطس 2012 وأُطلِق الفيديو كليب للأغنية في 30 أغسطس 2012. أُطلِقتْ نسخة محدودة مِن الأغنية كأسطوانة منفردة في 4 سبتمبر 2012 عبر متجر سويفت الرسمي وموقع أمازون ومتاجر وول مارت الأمريكية.
تُعدّ الأغنية تحوّلاً موسيقياً لسويفت عن بقية أعمالها السابقة حيث تتضمن الأغنية موسيقى إلكترونية وبوب وهي تُصنف ضمن فئة بوب الرقص. كُتبتْ الأغنية عبر مفتاح صول كبير الموسيقي وسرعة الإيقاع فيها تصل لـ 86 إيقاع للدقيقة وصوت سويفت يتراوح ما بين مفتاح صول ومفتاح ري. تتضمن الأغنية عزف غيتار منفرد إلى جانب عزف آلة سنثسيزر وإيقاع طبول إلكتروني. الأغنية مِن كتابة تايلور سويفت وماكس مارتن وشيلباك، وتصف كلماتها سخط سويفت على صديق سابق يُريد استعادة علاقتهما.

## آراء النقاد
لاقتْ الأغنية استحسان النقاد عند إطلاقها. كتبَ روبرت مايرس مِن ذا فيليج فويس أنه في حين أن الأغنية ‘‘جيدة’’ إلا أنها ‘‘لم تكن أفضل ما عند سويفت’’ وظنّ الكاتب أن الأغنية أُطلِقتْ كأول أغنية منفردة مِن أجل أهداف تجارية: ‘‘أنا أشك في أن الأغنية هي الأفضل في الألبوم بل هي محض مؤشر لمعجبيها أن القادم هو الأفضل... إن علاقة سويفت بمعجبيها هي أفضل بكثير مِن علاقاتها الرومانسية’’ قارن غاري سميث الكاتب في إنترتاينمت ويكلي بين الأغنية وأغاني المغنية الكندية أفريل لافين وفي حين وصف الأغنية بـ ‘‘المرحة’’ إلا أنه عبّر عن قلقه مِن أن ‘’صبيانية’’ الأغنية قد تجعل مِن الأغنية دون مستوى الأغاني مِن ألبومها السابق انطق الآن (Speak Now)". وصفتْ مارا أيكن الكاتبة في موقع أي في كلوب الأغنية بأنها ‘‘جيدة’’. أعطى كيفين كوين مِن كنتري يونيفيرس الأغنية علامة ضعيفة "D" ووصفها بأنها ‘‘خطوة كبيرة للوراء’’. وصف جيمس مونتغمري مِن إم تي في الأغنية بأنها ‘‘رائعة’’ وأنه ‘‘نقطة تحوّل في مسيرة سويفت المهنية’’. وصفتْ أيمي سكياريتو مِن بوبكراش الأغنية بأنها ‘‘قوية’’. وصف جوناثان كييف مِن مجلة سلانت لحن الأغنية بأنه ‘‘آسر’’ واعتبر ذلك إنجازاً للأغنية لكنه انتقد كلمات الأغنية واصفة إياها بـ ‘‘المُنمّقة’’ كما وصف الكاتب أداء سويفت الصوتيّ بأنه ‘‘إخفاق كامل’’. وصف ديفيد ماليتز الكاتب في صحيفة واشنطن بوست الأغنية بأنها ‘‘صبيانية’’ وقال إن الأغنية ‘‘سهلة الحفظ لكن إن كانت هذه الأغنية تُمثّل كل ما في الألبوم مِن الأغاني فمِن الصعب أن يتحمس المرء للألبوم’’. قال غلين غامبوا الكاتب في صحيفة نيوزداي أن ‘‘جزءٌ مِن جاذبية الأغنية هو موسيقاها الأصيلة وكلماتها الأشبه بالمحادثة’’. قال بيلي ديوكس مِن تايست أوف كنتري ‘‘تلتقط سويفت شعور الغضب في العلاقات الرومانسية الشابّة بصورة لا يقدر عليها أحد غيرها’’ لكنه قال إنه ‘‘يصعب تقبل الأغنية بسرعة’’ وعلى النقيض مِن ذلك قالت كاميل مان مِن سي بي إس نيوز أن الأغنية ‘‘سهلة الحفظ’’. صنفتْ مجلة رولينغ ستون الأغنية في المرتبة الثانية ضمن قائمة المجلة لأفضل أغاني 2012. الأغنية المركز الرابع في مجلة تايم كأفضل أغنية للعام في قائمة المجلة لأفضل عشر أغاني. كما صنفتها مجلة ذا فيليج فويس في المركز السادس في قائمتها لأفضل أغاني عام 2012. ترشحتْ الأغنية لجائزة أسطوانة العام في حفل جوائز غرامي.

## الأداء التجاري
احتلتْ الأغنية المركز الأول لقائمة بيلبورد هوت 100 وظلّت هناك لمدة أسبوعين كما ظلّت الأغنية داخل المراكز العشر الأولى لثلاثة عشر أسبوعاً لتتعادل مع أغنية «قصة حب (Love Story)» لسويفت بوصفها ثاني أغنية تبقى في المراكز العشر الأولى لفترة طويلة. بيع مِن الأغنية 623,000 نسخة رقمية لتتفوق على أغنية «تيك توك (Tik Tok)» للمغنية الأمريكية كشا كما تفوقتْ على أغنية «هكذا ولدت (Born This Way)» للمغنية الأمريكية لايدي غاغا لتحقق الأغنية رقماً قياسياً بوصفها الأعلى مبيعاً رقمياً خلال الأسبوع الأول غير إن أغنية «مرحباً (Hello)» للمغنية البريطانية أديل حطمتْ هذا الرقم القياسي بمبيعات 1,112,000 نسخة رقمية خلال أسبوعها الأول في 2015. بيع مِن أغنية «نحن لن نعود لبعضنا أبداً (We Are Never Ever Getting Back Together)» أكثر مِن ثلاثة ملايين نسخة رقمية بحلول نوفبمر 2012 لتُصبح سادس أغنية لسويفت تتجاوز مبيعاتها المليونين. باعتْ الأغنية 3.9 مليون نسخة في الولايات المتحدة بحلول نوفمبر 2014. احتلتْ الأغنية المركز الأول في قوائم المبيعات في كندا وظلّتْ هناك لأربعة أسابيع غير متتالية كما استمرتْ الأغنية في المراكز العشر الأولى لثلاثة عشر أسبوعاً واستمرتْ داخل القائمة لأربعٍ وعشرين أسبوعاً. بيع مِن الأغنية 40,000 نسخة رقمية في كندا. احتلتْ الأغنية المركز الخامس في قوائم المبيعات في بريطانيا وبيع مِنها 465,000 نسخة هناك لتحتل الأغنية المرتبة الـ 26 ضمن قائمة الأغاني الأفضل مبيعاً في 2012. استمرتْ الأغنية داخل المراكز العشر الأولى لعشرة أسابيع واستمرتْ داخل قوائم المبيعات لـ 29 أسبوعاً. بيع مِن الأغنية 600,000 نسخة في بريطانيا بحلول يوليو 2014. احتلتْ الأغنية المرتبة الـ 11 في قوائم المبيعات في أيرلندا لكن في أسبوعها الثاني هناك صعدتْ الأغنية للمركز الرابع. احتلتْ الأغنية المركز السابع في أسبوعها الثالث في النرويج واحتلتْ الأغنية المركز التاسع في إسبانيا واحتلتْ المرتبة الـ 16 في هولندا. احتلتْ الأغنية المرتبة الـ 13 في أستراليا لكنها صعدتْ للمركز الثالث في أسبوعها الثاني هناك. ظلّتْ الأغنية في المراكز العشر الأولى هناك لسبعة أسابيع واستمرتْ داخل قوائم المبيعات لـ 24 أسبوعاً. بيع مِن الأغنية 350,000 نسخة في أستراليا. احتلتْ الأغنية المركز الثاني في نيوزلندا وفي أسبوعها الثاني صعدتْ للمركز الأول وظلّتْ الأغنية في المراكز العشر الأولى لتسع أسابيع واستمرتْ داخل قوائم المبيعات لـ 19 أسبوعاً. تُعدّ الأغنية واحدة مِن أفضل الأغاني مبيعاً في العالم حيث باعتْ أكثر مِن 7 ملايين نسخة بحسب الاتحاد الدولي للصناعة الفونوغرافية.

## فيديو كليب
عرضتْ قناة إم تي في الفيديو كليب المُصاحب للأغنية في أغسطس 2012. الفيديو كليب مِن إخراج ديكلان وايتبلوم الذي عملتْ معه سويفت في فيديو كليب أغنية «لئيم (Mean)» وهو أول فيديو كليب يُعرض بتقنية 4 كي. بلغ عدد مشاهدات الفيديو على يوتيوب الـ 360 مليون مشاهدة بحلول يناير 2016. أثنى جيمس مونتغمري مِن قناة إم تي في على الفيديو وقال أنه ‘‘يستحق المشاهدة’’ وعلّق كارل ويليوت مِن موقع أيدولايتور قائلاً: ‘‘ماذا تتوقعون مِن الفيديو كليب للأغنية رقم 1 في العالم؟’’ وقال جيم فاربر الكاتب في صحيفة نيويوك دايلي نيوز أن الفيديو ‘‘يخلق جواً حميمياً بين سويفت ومعجباتها مِن المراهقات’’.

## الأداء الحيّ

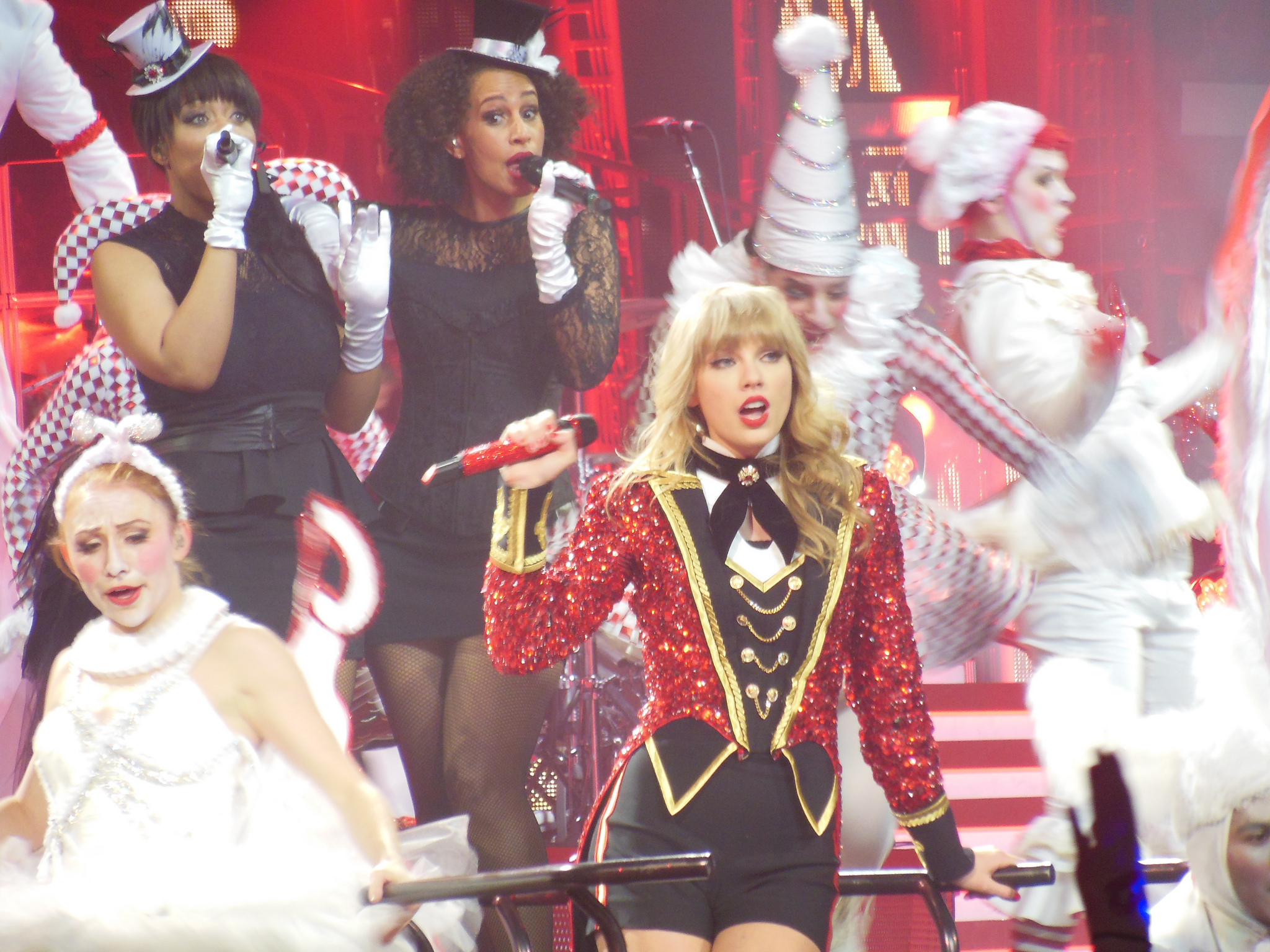
تايلور سويفت خلال الجولة الموسيقية للألبوم أحمر (Red)

أدتْ تايلور سويفت الأغنية لأول مرة في حفل جوائز إم تي في للفيديو كليب في 6 سبتمبر 2012 الذي أُقيم في ستيبلز سينتر في لوس أنجلوس. كما أدتْ سويفت الأغنية مباشرة في مهرجان أي هيرت راديو الموسيقيَ في 2012 و2014. أدتْ سويفت الاغنية في النسخة البريطانية مِن برنامج ذا إكس فاكتور في 14 أكتوبر 2012. أدتْ سويفت الأغنية في حفل جوائز لوس بريميوس 40 برينسيبايلز في إسبانيا بتاريخ 25 يناير 2013 وفي 26 يناير 2013 أدتْ سويفت في حفل جوائز إن أر جاي الموسيقية في مدينة كان في فرنسا. أدتْ سويفت الأغنية في افتتاح مراسم حفل جوائز غرامي في 10 فبراير 2013. كما أدتْ سويفت الأغنية خلال الجولة الموسيقية المُصاحبة لألبوم أحمر (Red) كأغنية ختامية. أدتْ سويفت الأغنية خلال الجولة الموسيقية المُصاحبة لألبومها اللاحق 1989.

## أفراد العمل
- تايلور سويفت ــ كاتبة، صوت رئيسي.
- ماكس مارتن ــ كاتب، منتج.
- شيلباك ــ كاتب، منتج، عزف غيتار منفرد، برمجة.
- مايكل إلبرت ــ التسجيل في استديو إم إكس إم (ستوكهولم - السويد).
- سام هولاند ــ التسجيل في استديو كونواي (لوس أنجلوس - كاليفورنيا).
- سكوت بورتشيتا ــ منتج منفذ.
- جون هاينز ــ هندسة.
- جو-آن توميناغا ــ منسق الإنتاج.

## قوائم المبيعات
| القائمة (2012-2013)                            | الترتيب |
| ---------------------------------------------- | ------- |
| أستراليا (أريا تشارتس)                         | 3       |
| النمسا (أو3 النمسا توب 40)                     | 22      |
| بلجيكا (أولتراتوب)                             | 26      |
| كندا                                           | 1       |
| التشيك (الاتحاد الدولي للصناعة الفونوغرافية)   | 26      |
| الدنمارك (تراكليسن)                            | 18      |
| فنلندا (تسجيلات فنلندا الرئيسية)               | 18      |
| فرنسا (سنديكا ناسيونال دي ليديسيون فونوغرافيك) | 18      |
| ألمانيا                                        | 21      |
| هنغاريا                                        | 9       |
| أيرلندا                                        | 4       |
| اليابان                                        | 2       |
| كوريا الجانوبية (مخطط غاون للموسيقى)           | 2       |
| نيوزلندا                                       | 1       |
| النرويج                                        | 6       |
| أسبانيا (برودوكوتوريس دي ميوزيكا دي إسبانيا)   | 9       |
| السويد (سويرجتوبليستان)                        | 16      |
| سويسرا (سويس هيتبارادي)                        | 21      |
| بريطانيا (أو سي سي)                            | 4       |
| الولايات المتحدة (بيلبورد هوت 100)             | 1       |

| القائمة (2012)   | الترتيب |
| ---------------- | ------- |
| أستراليا         | 19      |
| كندا             | 39      |
| نيوزلندا         | 19      |
| بريطانيا         | 26      |
| الولايات المتحدة | 33      |
| الولايات المتحدة | 86      |
| القائمة (2013)   | الترتيب |
| كندا             | 100     |
| اليابان          | 16      |
| بريطانيا         | 175     |
| الولايات المتحدة | 14      |
| القائمة (2015)   | الترتيب |
| اليابان          | 49      |

## تاريخ الإصدار
| البلد            | التاريخ       | الشكل            | الشركة            |
| ---------------- | ------------- | ---------------- | ----------------- |
| أستراليا         | 14 أغسطس 2012 | تحميل رقمي       | بيغ ماشين ريكوردز |
| فرنسا            | 19 أغسطس 2012 | تحميل رقمي       | بيغ ماشين ريكوردز |
| ألمانيا          | 19 أغسطس 2012 | تحميل رقمي       | بيغ ماشين ريكوردز |
| إيطاليا          | 19 أغسطس 2012 | تحميل رقمي       | بيغ ماشين ريكوردز |
| اليابان          | 19 أغسطس 2012 | تحميل رقمي       | بيغ ماشين ريكوردز |
| نيوزلندا         | 13 أغسطس 2012 | تحميل رقمي       | بيغ ماشين ريكوردز |
| أسبانيا          | 19 أغسطس 2012 | تحميل رقمي       | بيغ ماشين ريكوردز |
| سويسرا           | 13 أغسطس 2012 | تحميل رقمي       | بيغ ماشين ريكوردز |
| بريطانيا         | 14 أغسطس 2012 | تحميل رقمي       | بيغ ماشين ريكوردز |
| بريطانيا         | 19 أغسطس 2012 | تحميل رقمي       | بيغ ماشين ريكوردز |
| الولايات المتحدة | 13 أغسطس 2012 | تحميل رقمي       | بيغ ماشين ريكوردز |
| الولايات المتحدة | 13 أغسطس 2012 | Hot AC radio     | بيغ ماشين ريكوردز |
| الولايات المتحدة | 14 أغسطس 2012 | تحميل رقمي       | بيغ ماشين ريكوردز |
| الولايات المتحدة | 14 أغسطس 2012 | Mainstream radio | بيغ ماشين ريكوردز |
| الولايات المتحدة | 21 أغسطس 2012 | Country radio    | بيغ ماشين ريكوردز |
| الولايات المتحدة | 4 سبتمبر 2012 | قرص مضغوط        | بيغ ماشين ريكوردز |